# Yeda Pessoa de Castro
Yeda Pessoa de Castro (* 20. Jahrhundert in Salvador da Bahia) ist eine brasilianische Ethnolinguistin.

## Leben
Über ihr persönliches Leben ist wenig bekannt. Sie promovierte (Ph.D.) in Afrikanischen Sprachen an der damaligen Université Nationale du Zaïre, heute die Universität Kinshasa, und war die erste Brasilianerin, die ihre Doktorarbeit an einer afrikanischen Universität verteidigen konnte. Ihre ersten publizistischen Beiträge erschienen in der zweiten Hälfte der 1970er Jahre. Als ihr Opus magnum gilt Falares Africanos na Bahia. Um vocabulário Afro-Brasileiro (Afrikanische Sprachen in Bahia. Ein afro-brasilianisches Wörterbuch), das mehrfach aufgelegt wurde und inzwischen selbst Gegenstand von Dissertationen ist. Die Sprache der Afrobrasilianer blieb ihr Hauptthema, das sie in zahlreichen Beiträgen und auf Kongressen vermittelte. Für ihre Untersuchungen der Einflüsse des Ewe und des Fon auf das Brasilianische Portugiesisch gilt sie als Pionierin.
In ihrer beruflichen Laufbahn leistete sie zahlreiche Gremien- und Beraterarbeiten. Hierzu gehörten Tätigkeiten als technische Beraterin für afrikanische Sprachen am Museu da Língua Portuguesa in São Paulo, Arbeiten als ständiges Mitglied des brasilianischen Wissenschaftskomitees für das UNESCO-Projekt Die Sklavenroute und von 1986 bis 1988 als Kulturattaché der brasilianischen Botschaft in Trinidad und Tobago, sowie Beratungstätigkeiten von 2001 bis 2003 für die kulturministerielle Stiftung Fundação Cultural Palmares (Quilombo in Palmares). 
An der Universidade Federal da Bahia war sie Hochschullehrerin für afrikanische Sprachen und Kulturen, ebenso wie an der Universidade Estadual da Bahia. An verschiedenen Universitäten in Afrika und der Karibik arbeitete sie als Gastprofessorin, bis 2000 auch an Universitäten in Deutschland. Sie war Mitgründerin und Direktorin des Centro de Estudos Afro-Orientais in Salvador da Bahia sowie Mitgründerin des dortigen Museu Afro-Brasileiro.
2007 wurde sie in die Academia de Letras da Bahia (Cadeira 11) gewählt.

## Auszeichnungen (Auswahl)
- 1997 Kommandeur des Rio-Branco-Ordens (Ordem de Rio Branco)

## Schriften
- Contos Populares da Bahia. Aspectos da obra de João Silva Campos. Departamento de Assuntos Culturais da Prefeitura do Salvador, Salvador 1978.
- Falares Africanos na Bahia. Um vocabulário Afro-Brasileiro. Topbooks, Rio de Janeiro 2001. (2. Auflage 2005; Neudruck 2009).
- A língua mina-jeje no Brasil. Um falar africano em Ouro Preto no século XVIII. Fundação João Pinheiro, Belo Horizonte 2002.

Sonstige Beiträge (Auswahl):
- The African Culture in the Americas. Introduction to Joint Research on the Locations of Loan-Words. In: Black Civilization and African Languages, 1977, S. 1–40. 2nd World Black and African Festival of Arts and Culture, 1977. Lagos.
- mit Guilherme A. de Souza: Culturas Africanas nas Américas. Um  esboço de pesquisa conjunta à localização dos empréstimos. In: Afro-Ásia, Salvador, Nr. 13, 1980.
- Das línguas africanas ao português do  Brasil. In: Revista  Afroasia, Salvador, Nr. 14, 1983.
- Os falares africanos na interação social do Brasil-Colônia. In: Linalda de Arruda Mello (Hrsg.): Sociedade, cultura e língua. Shorin, João Pessoa 1990, S. 91–113.
- Proyeccíon histórica y perspectivas de lapoblacíon negra en Bahia, Brasil. In: Luz Maria Martinez Montiel (Hrsg.): Presencia Africana en Sudamérica. Consejo Nacional para la Cultura y las Artes, México, DF 1995, S. 333–387.
- Colaboração à Antropologia Lingüística nos estudos afro-brasileiros. In: Cléo Martins, Raul Lodi (Hrsg.): Faraimara O caçador traz a alegria. Pallas, Rio de Janeiro 2000, S. 81–97.
- A diversidade das línguas africanas e atitudes linguísticas no relacionamento Brasil-África. In: Relações no Atlântico Sul. História e contemporaneidade. Editora UNEB, Salvador 2003.
- Uma língua africana documentada no Brasil do século XVIII. In: Werner Thielemann (Hrsg.): Século das luzes. Portugal e Espanha, o Brasil e a Região do Rio da Prata. (= Biblioteca luso-brasileira; 24). TFM, Frankfurt am Main 2006, ISBN 3-925203-97-4, S. 371–384.
- O português e as línguas africanas no Brasil colonial. In: Martina Schrader-Kniffki, Laura García Morgenthaler (Hrsg.): La Romania en interacción. Entre historia, contacto y política. Ensayos en homenaje a Klaus Zimmermann. (= Lengua y sociedad en el mundo hispánico; 18). Vervuert/Iberoamericana, Frankfurt/Madrid 2007, ISBN 978-3-86527-359-8, S. 361–379.
- Towards a Comparative Approach of Bantuisms in Iberoamerica. In: Ineke Phaf-Rheinberger, Tiago de Oliveira Pinto (Hrsg.): AfricAmericas. Itineraries, dialogues, and sounds. (= Bibliotheca Ibero-Americana; 119). Iberoamericana, Madrid / Vervuert, Frankfurt am Main 2008, ISBN 978-3-86527-403-8, S. 81–92.
- A participação de falantes africanos na história do português do Brasil. In: Eberhard Gärtner, Axel Schönberger (Hrsg.): Estudos sobre o português brasileiro. (=  	Bibliotheca Romanica et Latina; 8). Valentia, Frankfurt 2009, ISBN 978-3-936132-33-5, S. 85–98.
- A língua de santo, marca de identidade etno-religiosa. In: De arte Grammatica. Festschrift für Eberhard Gärtner zu seinem 65. Geburtstag. Valentia, Frankfurt am Main 2010, ISBN 978-3-936132-30-4, S. 79–88.